# Сілуанов Антон Германович
Антон Германович Сілуанов (рос. Антон Германович Силуанов; нар. 12 квітня 1963, Москва, РРФСР, СРСР) — російський політик і економіст, міністр фінансів Російської Федерації з 16 грудня 2011 року. Член Ради безпеки Російської Федерації.

## Біографія
Антон Германович Сілуанов народився 12 квітня 1963 року в Москві в сім'ї професійних фінансистів Германа Михайловича і Яніни Миколаївни Сілуанових.
У 1985 році закінчив Московський фінансовий інститут за спеціальністю «фінанси і кредит».
Із серпня 1985 до березня 1987 року — економіст у «Гіпрорибі», старший економіст Міністерства фінансів РРФСР.
З березня 1987 до травня 1989 року проходив дійсну військову службу в Радянській Армії.
З травня 1989 до січня 1992 року — провідний економіст, економіст 1 категорії, провідний економіст, заступник начальника підвідділу, консультант Міністерства фінансів РРФСР.
У лютому 1992 року — заступник начальника відділу Міністерства економіки і фінансів Російської Федерації.
З лютого 1992 по жовтень 1997 року — заступник начальника відділу бюджетного управління, заступник керівника бюджетного департаменту — начальник відділу, заступник керівника бюджетного департаменту Міністерства фінансів Російської Федерації, куди він прийшов за протекцією батька.
У 1994 році захистив дисертацію на здобуття наукового ступеня кандидата економічних наук за темою дисертації «Бюджетна політика держави в умовах переходу до ринкових відносин: На прикладі Російської Федерації» (спеціальність — 08.00.10 «Фінанси, грошовий обіг і кредит»).
З жовтня 1997 по липень 2003 року — керівник Департаменту макроекономічної політики і банківської діяльності Міністерства фінансів Російської Федерації.
З 22 березня 2001 року — член колегії Міністерства фінансів Російської Федерації.
З липня 2003 по травень 2004 року — заступник Міністра фінансів Російської Федерації.
З травня 2004 по 12 грудня 2005 року — директор Департаменту міжбюджетних відносин Міністерства фінансів Російської Федерації.
З 12 грудня 2005 року — заступник Міністра фінансів Російської Федерації.
З 27 вересня 2011 року — виконувач обов'язків Міністра фінансів Російської Федерації.
З 16 грудня 2011 року — призначений Міністром фінансів Російської Федерації та введений до складу Ради Безпеки Російської Федерації.
У 2012 році захистив дисертацію на здобуття наукового ступеня доктора економічних наук за темою «Міжбюджетні відносини в умовах розвитку федералізму в Росії» (спеціальність — 08.00.10 «Фінанси, грошовий обіг і кредит»). Офіційні опоненти — доктор економічних наук, професор А. А. Аганбегян, доктор економічних наук С. Г. Синельніков-Мурильов і доктор економічних наук, професор Л. Н. Ликова. Провідна організація — Вища школа економіки.
З січня 2013 року — декан фінансово-економічного факультету Фінансового університету при Уряді РФ.
У січні 2015 року висунутий Урядом РФ на посаду члена наглядової ради Сбербанка Росії.
У лютому 2016 року залишив Вищу раду партії «Единая Россия» (був її членом з 2012 року).
У квітні 2017 року призначений головою наглядової ради банку ВТБ.
18 травня 2018 по 15 січня 2020 року указом президента Російської Федерації Володимира Путіна призначений першим заступником голови уряду Російської Федерації — міністром фінансів Російської Федерації.
Після відставки другого уряду Дмитра Медведєва в січні 2020 року позбувся посади першого віцепрем'єра, зберігши посаду міністра фінансів.
14 травня 2024 року указом президента Росії Володимира Путіна призначений Міністром фінансів Російської Федерації в другому Уряді Михайла Мішустіна.

## Санкції
Через підтримку російської агресії та порушення територіальної цілісності України під час російсько-української війни перебуває під персональними міжнародними санкціями різних країн.
24 лютого 2022 року Канада ввела персональні санкції проти Сілуанова.
6 квітня 2022 США розширили санкції проти Росії через вторгнення в Україну, додавши до списку кілька високопосадовців, включно із Силуановим.
9 червня 2022 Україна також запровадила персональні санкції проти міністра фінансів Антона Сілуанова.
З 6 квітня 2022 року перебуває під санкціями Австралії.
З 22 листопада 2022 року перебуває під санкціями Нової Зеландії.